# Kvarnbäcken-Lärkesån
Kvarnbäcken-Lärkesån este o arie protejată (arie specială de conservare — SAC, sit de importanță comunitară — SCI) din Suedia întinsă pe o suprafață de 70,1 ha, integral pe uscat.

## Localizare
Centrul sitului Kvarnbäcken-Lärkesån este situat la coordonatele 59°28′31″N 15°01′29″E / 59.4754°N 15.0246°E.

## Înființare
Situl Kvarnbäcken-Lärkesån a fost declarat sit de importanță comunitară în ianuarie 1997 pentru a proteja 1 specie de animale. Situl a fost protejat și ca arie specială de conservare în martie 2011.

## Biodiversitate
Situată în ecoregiunea boreală, aria protejată conține 3 habitate naturale: Mlaștini turboase de tranziție și turbării mișcătoare, Cursuri de apă de la nivel de câmpie la nivel montan, cu vegetație Ranunculion fluitantis și Callitricho-Batrachion, Lacuri și iazuri distrofice naturale.
La baza desemnării sitului se află o specie protejată de  nevertebrate: Margaritifera margaritifera.